# Walter Huppenkothen
Walter Huppenkothen (* 31. Dezember 1907 in Haan im Rheinland; † 5. April 1979 in Lübeck) war ein deutscher Jurist, NSDAP-Mitglied und SS-Standartenführer, SD- und Gestapo-Mitarbeiter – zuletzt Abteilungsleiter im Reichssicherheitshauptamt, im Jahr 1939 Mitglied der Einsatzgruppe I und damit vermutlicher Mittäter bei den ca. 60.000 bis 80.000 Morden an Polen bis zum Frühjahr 1940.

## Leben

### Bis 1945
Walter Huppenkothen war ein Einzelkind in der Familie eines Werkmeisters. Er besuchte das Realgymnasium in Opladen. Im Anschluss daran studierte er an den Universitäten Köln und Düsseldorf Rechts- und Staatswissenschaft. 1931 bestand er die erste juristische Staatsprüfung, am 7. November 1934 auch die Große Juristische Staatsprüfung.
Nach der Machtübernahme der Nationalsozialisten trat Huppenkothen als Referendar zum 1. Mai 1933 der NSDAP (Mitgliedsnummer 1.950.150) und Ende 1933 der Allgemeinen SS bei (SS-Nummer 126.785). Nach dem Bestehen seiner zweiten Staatsprüfung bewarb er sich beim SD-Oberabschnitt West in Düsseldorf. Von Januar bis November 1935 war er dort Referent für Presse und kulturelle Angelegenheiten sowie für Sonderaufträge („Rasse und Kultur“). Zum 1. Dezember 1935 wurde er – zunächst probeweise – von der Gestapo übernommen. Im Oktober 1936 wurde er zum Regierungsassessor ernannt und als stellvertretender Leiter der örtlichen Gestapo (Stapostellen Königsberg und Tilsit) nach Königsberg versetzt. Im November 1937 übergab er die Tilsiter Stapostelle an Regierungsassessor Heinz Gräfe. Im Oktober 1937 übernahm er die Leitung der Stapostelle Lüneburg – damals Hauptstadt des Gaus Ost-Hannover.
Von dort aus nahm Walter Huppenkothen im März 1939 an der Zerschlagung der Tschechoslowakei teil, und zwar als stellvertretender Führer einer Einsatzgruppe (Ziel: „Bekämpfung aller reichs- und deutschfeindlichen Elemente in Feindesland rückwärts der fechtenden Truppe“, so die einschlägigen Richtlinien). Hierauf wurde seine Ernennung zum Oberregierungsrat vorgeschlagen. Anfang Juli 1939 wurde er zur zentralen Besprechung mit Reinhard Heydrich über die Bildung von fünf Einsatzgruppen zu je 400 Mann für den Überfall auf Polen berufen (Tarnname: „Unternehmen Tannenberg“). Am 6. September 1939 verließ Huppenkothen dann mit dem Stab der Einsatzgruppe 1 unter Bruno Streckenbach Wien und erreichte am 7. September 1939 Krakau. Dort besorgte er während der „Intelligenzaktion“ (Ermordung von ca. 60.000 Geistlichen, Lehrern, Wissenschaftlern usw. anhand von Erfassungslisten im Sonderfahndungsbuch Polen) die Verbindung der Einsatzgruppe 1 zur 14. Armee; anschließend wurde er befördert. Als in den besetzten Gebieten die Einsatzgruppen im November 1939 aufgelöst und eine Zivilverwaltung eingerichtet wurde, wurde er kurzfristig Kommandeur der Sicherheitspolizei und des SD (KdS) in Krakau und kam im Februar 1940 nach Lublin, zuerst als Leiter der Gestapo und dann als KdS, wo die „Außerordentliche Befriedungsaktion“ als rassistischer Massenmord durchgeführt wurde. Huppenkothen war führend verantwortlich für riesige Zwangsarbeitsmaßnahmen (die SS plante in dieser Region einen gigantischen „Ostwall“) und für die Errichtung des Ghettos Lublin.
Anfang Juli 1941 wurde Huppenkothen wegen „Bewährung“ zum Reichssicherheitshauptamt (RSHA) in Berlin, entstanden im September 1940, versetzt – als Nachfolger von Walter Schellenberg. Dort leitete er als Oberregierungsrat und SS-Standartenführer die Gruppe E (Polizeiliche Spionageabwehr) des Amtes IV (Gegnererforschung und -bekämpfung, Leitung: Heinrich Müller). Er stieg bald zum Stellvertreter Müllers als Chef der Grenzpolizei auf und nahm an den täglichen Lagebesprechungen bei Ernst Kaltenbrunner teil.
1942 heiratete Walter Huppenkothen; aus der Ehe mit seiner Frau Erika ging 1945 ein Sohn hervor.
Als im Februar 1944 Admiral Wilhelm Canaris als Leiter der Ausland-Abwehr von Hitler abgesetzt wurde, erhielt Huppenkothen, unter Beibehaltung des wesentlichen Teils seiner Aufgaben, eine Abteilung des Amtes IV. Nach dem gescheiterten Attentat vom 20. Juli 1944 auf Hitler wurde er Mitglied einer Sonderkommission. In seiner Personalakte wurden seine „besondere[n] Verdienste“ bei der „Bereinigung des Personenkreises anlässlich des 20. Juli 1944“ hervorgehoben. Sein umfassender Bericht über die Widerstandsbewegung des 20. Juli 1944 wurde in nur drei Exemplaren (u. a. für Hitler und Himmler) gefertigt und ist nicht erhalten. Im Herbst 1944 wurde Huppenkothen aus diesem Anlass zum Regierungsdirektor befördert; er erhielt außerdem den Rang eines SS-Standartenführers als Dienstgradangleichung. Nach Überstellung Dietrich Bonhoeffers an das RSHA in Berlin war er zusammen mit einem Mitarbeiter des Amtes für die „verschärften Vernehmungen“ Bonhoeffers im Keller des RSHA zuständig.
Am 5. April 1945 erließ der Leiter des Reichssicherheitshauptamtes Ernst Kaltenbrunner auf Befehl oder mit Billigung durch Hitler die Anordnung, gegen Reichsgerichtsrat Hans von Dohnanyi, Admiral Wilhelm Canaris, Generalmajor Oster, Generalstabsrichter Karl Sack, Hauptmann Gehre und Pastor Dietrich Bonhoeffer ein SS-Standgericht abzuhalten, obgleich alle Beschuldigten nicht der SS-Gerichtsbarkeit, sondern allein der Kriegsgerichtsbarkeit unterstanden. Ob und inwieweit Huppenkothen die am 5. April 1945 getroffenen Anordnungen selbst mitberaten oder gar entworfen hat, bleibt unklar. Alle Personen waren durch die im September 1944 erfolgten Funde der Geheimakten belastet, die Hans von Dohnanyi im Bunker Wünsdorf Zeppelin in Zossen archiviert hatte. Das SS-Standgericht gegen Dohnanyi tagte am 6. April 1945 im KZ Sachsenhausen, gegen die anderen am 8. April 1945 im KZ Flossenbürg. In allen Fällen fungierte Huppenkothen als Ankläger, der mit seiner damals schwangeren Ehefrau anreiste, die mit diesem Transport nach Bayern ausweichen sollte. In Sachsenhausen fungierte ein bis heute unbekannter Richter, in Flossenbürg der SS-Richter Otto Thorbeck. An beiden Orten fungierte jeweils neben einem SS-Angehörigen der KZ-Kommandant als Beisitzer des 3-köpfigen Gerichts. Ein Verteidiger wurde den Angeklagten nicht gewährt, es gab auch keine Protokollführer.
Der Angeklagte von Dohnanyi musste auf einer Trage in den Gerichtsraum transportiert werden; denn er war in der Haft misshandelt worden und wegen einer Diphtherieerkrankung teilweise gelähmt. Die von Huppenkothen beantragte Todesstrafe wurde erwartungsgemäß verhängt und wenige Tage später durch Erhängen vollstreckt. Huppenkothen reiste am 7. April ins KZ Flossenbürg weiter, wo er ebenfalls die Anklage vertrat. Admiral Canaris wurde dort nach seiner eigenen Aussage während der Befragung die Nase gebrochen. Auch hier wurden die von Huppenkothen beantragten Todesstrafen gegen alle Angeklagten vom „SS-Standgericht“ ausgesprochen und unmittelbar vollstreckt; die Verurteilten wurden dabei noch gedemütigt: Sie mussten sich entkleiden und wurden in einer „abstoßenden Szene erhängt“. Dies geschah in Anwesenheit Huppenkothens, der zuvor die vorgeschriebene Einholung der Bestätigung der Todesurteile durch den Gerichtsherrn unterlassen hatte. Anschließend meldete Huppenkothen per Funkspruch vom 9. April 1945 den Vollzug an SS-Gruppenführer Müller nach Berlin und erwartete weitere Weisungen zur Stapostelle Regensburg.

### Nach Kriegsende
Nach der Kapitulation geriet Walter Huppenkothen, der sich in den letzten Kriegstagen noch „zur Truppe“ begeben hatte, in Oberbayern als Mitglied der SS-Division „Nibelungen“ in amerikanische Kriegsgefangenschaft. Seine Kenntnisse über das Reichssicherheitshauptamt und über die von ihm angestellten Ermittlungen dienten sodann den Untersuchungsbehörden der amerikanischen Besatzungstruppen: Er war vom Sommer 1945 bis zum 27. Januar 1949 in einem amerikanischen Lager („Camp King“) im Taunus interniert, das der Ausforschung hochrangiger NS-Täter diente (u. a. zu Gestapo-Erfahrungen mit kommunistischer Spionage, z. B. der Tätigkeit der „Roten Kapelle“). Dem „Einsatzgruppen-Prozess“ in Nürnberg, in denen Werner Best (Chef der Abt. I im RSHA) als Zeuge gehört wurde, entging er somit.
Am 1. Dezember 1949 wurde Huppenkothen schließlich verhaftet; gegen ihn und den SS-Richter Otto Thorbeck wurde wegen ihrer Tätigkeit im KZ Flossenbürg kurz vor Kriegsende ermittelt. Huppenkothen und andere wurden wegen Beihilfe zum Mord angeklagt. Huppenkothen wurde von Alfred Seidl verteidigt.
Es gab Verfahren vor den Landgerichten München (zweimal Freisprüche) und – nach Zurückverweisung durch den Bundesgerichtshof (BGH) – in Augsburg (sechs Jahre Zuchthaus). Dazu fällte der BGH drei Entscheidungen. In seiner Entscheidung von 1952 traf er noch die Feststellung, dass die sogenannten SS-Standgerichtsverfahren Unrecht gewesen seien. In einem zweiten Verfahren in Karlsruhe gegen Huppenkothen und Thorbeck urteilte der BGH 1956 dann jedoch völlig anders, mit der Begründung: „In einem Kampf um Sein oder Nichtsein sind bei allen Völkern von jeher strenge Gesetze zum Staatsschutz erlassen worden.“ Einem Richter könne „angesichts seiner Unterworfenheit unter die damaligen Gesetze“ kein Vorwurf daraus gemacht werden, wenn er „glaubte“, Widerstandskämpfer „zum Tode verurteilen zu müssen“. Damit wurden die Akteure des Widerstandes zu Verbrechern erklärt. Die Richter und Anklagevertreter, die nach heutiger Auffassung als Mörder oder, im Falle Huppenkothens, als Anstifter zum Mord gelten würden, wurden zu seriösen Vertretern einer als gerecht erachteten NS-Justiz erklärt.
Für Huppenkothen blieb es in Karlsruhe dennoch bei einer Freiheitsstrafe von siebeneinhalb Jahren. Verurteilt wurde er zum einen aufgrund des bloßen Versäumnisses, vor der Vollstreckung die Bestätigung der Urteile durch den Gerichtsherrn einzuholen, wie es die Kriegsstrafverfahrensordnung verlangte, und zum andern wegen der „Erhängung in völlig entkleidetem Zustand“, also wegen Missachtung der Menschenwürde. Mit seinem Urteil aus dem Jahr 1956 wandte sich der BGH ausdrücklich von der „Radbruchschen Formel“ ab, nach der das positive Recht nicht anzuwenden sei, wenn es in so unerträglichem Maße der Gerechtigkeit widerspreche, „daß das Gesetz als unrichtiges Recht der Gerechtigkeit zu weichen hat“.
2002 kritisierte der Präsident des BGH, Günter Hirsch, in einer Rede zum 100. Geburtstag Hans von Dohnanyis ausdrücklich die BGH-Entscheidung von 1956 und nannte sie einen „Schlag ins Gesicht“ der Angehörigen. Im selben Jahr hob der Bundestag durch eine Änderung des Gesetzes zur Aufhebung nationalsozialistischer Unrechtsurteile in der Strafrechtspflege von 1998 alle Urteile der Standgerichtsverfahren in der NS-Zeit auf, weil sie als Unrecht gewertet wurden.
Walter Huppenkothen erhielt schon vor seiner Festnahme Ende 1949 und dann wieder nach Teilverbüßung seiner Strafe (1959) von dem FDP-Abgeordneten und Rechtsanwalt Ernst Achenbach eine Tätigkeit als Wirtschaftsjurist vermittelt. Er lebte zunächst als Angestellter einer Versicherung in Mannheim, dann in Mülheim/Ruhr und später in Köln.
1961 musste Huppenkothen auf Verlangen des israelischen Gerichts im Eichmann-Prozess über Zuständigkeiten und Verfahren im Reichssicherheitshauptamt aussagen. Das ihm als Zeuge nach Diskussionen schließlich zugesicherte „freie Geleit“ nach Israel nahm er nicht in Anspruch, sondern zog es vor, sich von seinem Heimatort aus schriftlich zu äußern. 1969 unterstützte er Werner Best in dessen Ermittlungsverfahren, der – wie er – im RSHA tätig gewesen war (in Dänemark zum Tode verurteilt, später begnadigt, sodann Wirtschaftsjurist beim Hugo-Stinnes-Konzern in Mülheim/Ruhr).
Walter Huppenkothen starb am 5. April 1979 in Lübeck.